# Pedro Gómez Labrador

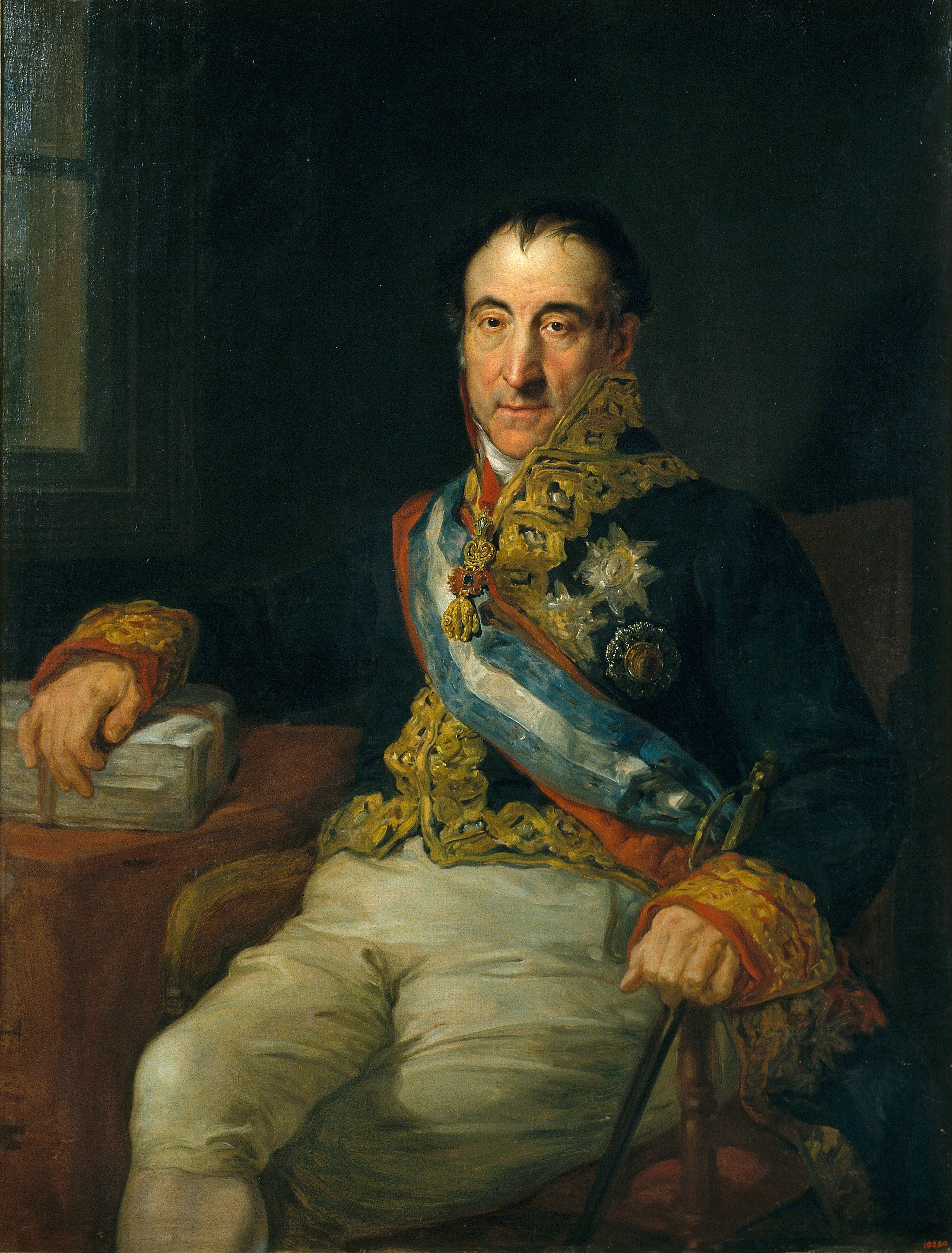
Pedro Gómez Labrador, Gemälde von Vicente López Portaña, 1833 (Museo Nacional de Arte de Cataluña).

Pedro Gómez Labrador, Marqués de Labrador (* 30. November 1764 in Valencia de Alcántara; † 17. Juni 1850 in Paris) war ein spanischer Aristokrat und Diplomat, der das Königreich Spanien auf dem Wiener Kongress (1814–1815) am Ende der Koalitionskriege vertreten hatte. Er scheiterte bei der Erreichung der ihm anvertrauten diplomatischen Ziele: die von Napoleon Bonaparte abgesetzten Bourbonen in den ehemaligen spanischen Besitzungen in Italien auf ihre Throne zurückzubringen; die Kontrolle Spaniens über die amerikanischen Kolonien wiederherzustellen, die sich während der napoleonischen Invasion von Spanien gegen ihre Metropole aufgelehnt hatten.

## Leben
Pedro Gómez Labrador stammte aus einer spanischen Adelsfamilie, studierte Jura an der Universität von Salamanca, das er 1793 mit einem Magistergrad abschloss. Er wirkte zunächst als Richter am Gericht von Sevilla. Im Jahre 1798 entsandte König Karl IV. ihn als Bevollmächtigten zu Papst Pius VI., um zu versuchen, die seit Februar von den Franzosen in Florenz gemachten Gefangenen zu befreien. Nach dem Tod von Pius VI. im August 1799 wurde Labrador zum Botschafter des Königreichs Etrurien ernannt, das von Napoleon Bonaparte geschaffen worden war, um die Fürsten von Bourbon-Parma zu inthronisieren.
Nach der Auflösung des Königreichs Etrurien 1807 kehrte Labrador nach Spanien zurück. Bei der französischen Invasion von 1808 weigerte er sich, mit den Franzosen zu kooperieren und flüchtete sich nach Cádiz, um sich den spanischen Liberalen anzuschließen. Von den Cortes von Cadiz wurde er zum Staatsminister ernannt, obwohl seine politischen Überzeugungen nicht mit den Liberalen übereinstimmten. 1812 ernannte ihn König Ferdinand VII. zum amtierenden Außenminister mit dem Rang eines Staatssekretärs. Dieses Amt übte er vom 27. September 1812 bis 11. Juli 1813 aus.
Nach der Niederlage der Franzosen war Labrador bestrebt, die Verfassung von 1812 abzuschaffen, ganz im Gegensatz zu den Bestrebungen des Liberalismus. Er übernahm die Aufgabe, Ferdinand VII. auf dem Wiener Kongress (1814 bis 1815) zu vertreten. Es gelang ihm aber nicht, die spanischen Belange zu realisieren, weder die Rückgewinnung von Louisiana, noch die Restauration der Bourbonen in Italien oder die Rechte Spaniens auf ihre aufständischen amerikanischen Besitzungen einzufordern.
Allerdings war der Forderung Ferdinands, die ehemals spanische Kolonie Louisiana zurückzuerhalten, die jetzt Teil der USA war, von vornherein zum Scheitern verurteilt. Abgesehen davon, dass die USA auf dem Wiener Kongress gar nicht offiziell vertreten waren und der französische Verkauf Louisianas an die USA grundsätzlich rechtmäßig war, betraf die spanische Forderung ausschließlich die spanische USA-Politik und lag weit von den Problemen entfernt, mit denen sich die europäischen Großmächte in Wien auseinandersetzten.
Die Nebenrolle Spaniens wurde noch dadurch konsolidiert, dass Labrador von seinem König keine Mittel erhielt, um in seiner Residenz im Palais Pálffy am Josefsplatz Empfänge zu finanzieren. Damit verlor er die Gelegenheit, die Verhandlungen im Rahmen solcher gesellschaftlicher Ereignisse fortzuführen, was in Wien bekanntlich keine geringe Rolle spielte.
Labrador weigerte sich, die Schlussakte des Kongresses am 9. Juni 1815 zu unterzeichnen, weil die Großmächte es abgelehnt hatten, einen Anhang mit seinem Protest, dass die Bourbonen in ihren italienischen Besitzungen nicht wieder hergestellt worden waren, aufzunehmen. Spanien ratifizierte schließlich am 7. Mai 1817 doch noch die Schlussakte. Das einzige was Labrador auf dem Kongress erhalten hatte, war das winzige Herzogtum Lucca in Italien, das an die Infantin Maria Luisa von Bourbon, die Schwester von Ferdinand VII., gegeben wurde.
Gegen Ende seines Lebens hob Ferdinand VII. das salische Gesetz mit einer pragmatischen Sanktion auf, um seiner Tochter Isabel die Krone auf Kosten seines Bruders Carlos zu sichern. Daraufhin erklärte Labrador patriarchalisch, sich keine Frau auf dem spanischen Thron vorstellen zu können und wechselte auf die Seite der Carlisten. Zur Strafe wurde er degradiert und ging nach Paris.
Pedro Gómez Labrador starb in Madrid, geistig behindert, blind und ruiniert.

## Labrador im Urteil von Zeitgenossen und Nachwelt
Der Duke of Wellington bezeichnete ihn hart als „den dümmsten Mann, den ich je in meinem Leben gesehen habe“. Als Person war Labrador lieblos. Auch war er den Ansprüchen einer internationalen Konferenz, bei der das soziale Leben entscheidend war, nicht gewachsen. Sein chronischer Geldmangel schadete ihm zusätzlich, da die spanische Krone nie finanzielle Zuschüsse zu Banketten oder Empfängen leistete. Man sagte, dass seine Teilnahme am Wiener Kongress völlig unscheinbar war, so schlecht organisiert wie ein Empfang in seiner Residenz in Wien im Palais Pálffy am Josefsplatz.
Der Markgraf von Labrador wurde von den Historikern für seine Inkompetenz im Kongress, für Spanien seine diplomatischen Ziele zu erreichen, fast allgemein verurteilt. Seine Mittelmäßigkeit, sein hochmütiger Charakter und seine totale Unterordnung unter die Launen des inneren Kreises des Königs, wurden ihm vorgehalten.
Aus heutige Sicht ist zu nuancieren, dass die unbedeutende Rolle Spaniens auf dem Wiener Kongress nicht allein Labrador zuzuschreiben ist, sondern ebenso auf die vagen und zum Teil unrealistischen Anweisungen aus Madrid zurückgeht, wo sich der neue König politisch erst noch zu etablieren hatte und eine Außenpolitik betrieb, die mehr die Interessen seiner Familie als Spanien selbst bediente.